# Valdemārpils
Valdemārpils (1926-ig Sasmaka, németül: Saßmacken) kisváros Lettországban.

## Fekvése
Valdemārpils Talsi és a Rigai-öböl között, mindkettőtől 20–20 km-re, Rigától 135 km-re északnyugatra, a Sasmakas-tó partján található.

## Lakossága
| Lakosok száma | 1423 | 1064 | 1078 | 1489 | 1459 | 1401 | 1238 | 1252 | 1168 | 1135 |
|               | 1863 | 1925 | 1970 | 2000 | 2004 | 2008 | 2012 | 2016 | 2020 | 2024 |

## Története
Az eredetileg Sasmaka nevű, pár száz lakosú település 1917-ben kapott városi jogokat. 1926-ban átkeresztelték Valdemārpils névre, a település jeles szülöttje, Krišjānis Valdemārs írónak tiszteletére. A 2009-es közigazgatási reformig Lettország Talsi járásához tartozott.